# Вос, Йохан (тренер по кикбоксингу)
Йохан Вос (нидерл. Johan Vos) — нидерландский тренер по муай-тай, кикбоксингу и савату. Основатель клуба «Vos Gym». Воспитал многих чемпионов мира.

## Биография
Йохан Вос — выходец из киокусинкай-карате, ученик Яна Стаппера и Йона Блюминга. Он имел профессиональное спортивное образование и владел джиу-джитсу. В начале своей тренерской карьеры Йохан был ассистентом Тома Харинка в «Меджиро Джим». Собственный клуб — «Вос Джим» — он открыл в 1978 году. Йохан воспитал таких звезд мировго кикбоксинга, муай-тай и савата как: Люсия Рейкер, Вид Леммельс, Иван Шпранг, Жерар Гордо, Ипполит Иван, Мирко Филиппович и Эрнесто Хост. Долгое время Вос работал в паре с другим тренером — Яном Пласом. В 1990-е годы под руководством этого тандема клуб добился наибольших успехов в своей истории. В селекционной работе Йохан делал большой упор на выходцев из Марокко и Суринама. Он обладал спортивным даром предвидения и мог определить будущего чемпиона, посмотрев на его действия в зале всего пару минут. Бойцы Воса были одними из первых, кто поехал биться в Таиланд с местными боксёрами. Дебютные бои они проиграли, но несколько раз возвращались, и с каждым разом местным спортсменам становилось всё сложнее побеждать нидерландцев. В итоге такие бойцы как Рамон Деккерс и Роб Каман стали одерживать победы. Постепенно они становились местными национальными героями.

### Ученики Йохана Воса
- Эрнесто «Мистер совершенство» Хост — шестикратный чемпион мира по муай-тай и кикбоксингу, четырехкратный чемпион К-1[6].
- Иван «Гидро» Ипполит — многократный чемпион мира и Европы мо муай-тай, сават и кикбоксингу.
- Жерар Гордо — многократный чемпион мира по кикбоксингу и савату. Участник первого в истории боя по версии UFC[7].
- Люсия Рейкер — чемпионка мира по боксу и кикбоксингу. Первая женщина в мире, вышедшая на ринг против мужчины[8][9].

### Vos Gym
Клуб расположен в Амстердаме. В 1995 году Вос отошёл от дел, и зал возглавил Ипполит Иван. Он прошёл путь от младшего ученика Воса в 1982 году до мировой звезды муай-тай и кикбоксинга на спортивном и тренерском поприщах. В 2019 году было объявлено об объединении с другим известным голландским клубом — Mike’s Gym Майка Пассенье. За историю своего существования Vos Gym несколько раз менял локацию. Сейчас он делит крышу с Mike’s Gym. Клуб считается одним из трёх главных в Нидерландах и является кузницей чемпионов на протяжении трёх десятилетий. В Vos Gym плечом к плечу тренируются люди разного социального уровня и профессий — уличные подростки и высокооплачиваемые юристы работают вместе на одних снарядах.  Сам Йохан периодически возвращается к тренерской деятельности — например, в середине 2000-х он готовил Федора Емельяненко к одному из его боев.